# اغتيال علي تونسي
اغتيال العقيد علي تونسي. قتل قائد الأمن الوطني الجزائري العقيد علي تونسي برصاص مساعد كبير له أطلق النار على نفسه أيضا. وأدار تونسي مدة 15 عاما جهازا كان في صلب العمليات ضد المسلحين الإسلاميين خاصة في تسعينيات القرن الماضي.

## ماهي أسباب إغتيال علي تونسي
العقيد تونسي اغتيل داخل مكتبه في 25 فبراير/شباط 2010 بعد ملاسنات حادة مع مساعده شعيب ولطاش الذي كان مديرا للوحدة الجوية للشرطة، انتهت بإطلاق الرصاص عليه، حسب ما أعلنته وزارة الداخلية يومها.
ووفقا لمحضر التحقيق الذي قرأه النائب العام، فإن أسباب الخلاف بين تونسي وولطاش تعود إلى شكوك راودت تونسي حول وجود فساد في صفقة تحديث جهاز الشرطة وتطوير شبكة الاتصالات بلغت قيمتها 22 مليون يورو بين سنتي 2007 و2010.
وأورد النائب العام أن تونسي قرر عقد اجتماع لكوادر الجهاز الأمني في نفس يوم مقتله بحضور كل كوادر ومسؤولي مديرية الأمن الوطني، بعدما تأكد أن ولطاش سلّم الصفقة عن طريق التحايل إلى صهره.
وكشف التقرير أن تونسي بعث رسالة سرية إلى ولطاش خاطبه فيها باسم الصداقة التي بينهما، وقال فيها «يا صديقي العزيز، جئت بك لخدمة الجهاز، لكنك قدمت لصهرك صفقة وهذا فساد، وأتمنى ألا يكون ذلك صحيحا».
وسعى ولطاش للحيلولة دون عقد الاجتماع، لكنه فشل قبل أن يصر على لقاء العقيد تونسي في مكتبه ويدخل معه في خلاف حاد، انتهى بإطلاق النار على المدير العام للشرطة ومقتله.

## الإعدام لقاتل المدير العام للشرطة الجزائرية
قضت محكمة جزائرية بإعدام شعيب ولطاش الذي قتل المدير العام للأمن الوطني العقيد علي تونسي في مكتبه قبل سبع سنوات من يوم المحاكمة، ويحق للمدان أن يستأنف الحكم خلال ثمانية أيام.

## مقالات في نفس الموضوع
- اغتيال محمد بوضياف